# Protettorato della Nigeria settentrionale
Il protettorato della Nigeria settentrionale (in inglese Northern Nigeria Protectorate) fu un protettorato britannico in Africa occidentale esistito dal 1900 al 1914. Insieme al protettorato della Nigeria meridionale, costituì la base dell'ex colonia della Nigeria.

## Storia
Il protettorato della Nigeria settentrionale venne istituito nel 1900 nei territori di pertinenza della società commerciale Royal Niger Company, con lo scopo di proteggere la regione dalle mire di tedeschi e francesi e di limitare il potere dei califfati tradizionali di Sokoto e Bornu, che furono infine assoggettati rispettivamente nel 1903 e nel 1906. Nel 1914 il protettorato della Nigeria settentrionale venne riunito a quello della Nigeria meridionale in un'unica colonia, ma i loro territori furono de facto amministrati separatamente fino al 1946.
A partire dal 1900 la Nigeria settentrionale fu amministrata da un alto commissario, successivamente da un governatore. Gli alti commissari furono Sir Frederick Lugard dal 1900 al 1906, Sir William Wallace nel 1906-1907 e Edouard Percy Cranwill Girouard nel 1907-1908. I governatori furono nuovamente Edouard Percy Cranwill Girouard nel 1908-1909, Henry Hesketh Joudou Bell nel 1909-1912 e di nuovo Frederick Lugard nel 1912–1914, che ricoprì anche la carica di governatore della Nigeria unificata.